# Natalja Iwanowa (zapaśniczka)
Natalja Iwanowa (ros. Наталья Иванова, ur. 11 maja 1969) – radziecka, rosyjska i od 2002 roku tadżycka zapaśniczka w stylu wolnym. Olimpijka z Aten 2004, gdzie zajęła jedenaste miejsce w wadze do 63 kg.
Dziewięciokrotna uczestniczka mistrzostw świata. Zdobyła trzy medale. Srebro w 1995 i 1996; brązowy w 1994. Pięć razy brał udział w Mistrzostwach Europy. Srebrna medalistka w 2001, brązowa w 1996 i 2000. Piąta w Pucharze Świata w 2001. Szósta na igrzyskach azjatyckich w 2002. Srebrny medal na światowych igrzyskach w zapasach plażowych w 2007 roku.